# Spinus notatus
Il lucherino pettonero (Spinus notatus (Du Bus de Gisignies, 1847)) è un uccello passeriforme della famiglia Fringillidae.

## Etimologia
Il nome scientifico della specie, notatus, deriva dal latino notatus, "marcato", e assieme al suo nome comune è un chiaro riferimento alla livrea di questi uccelli.

## Descrizione

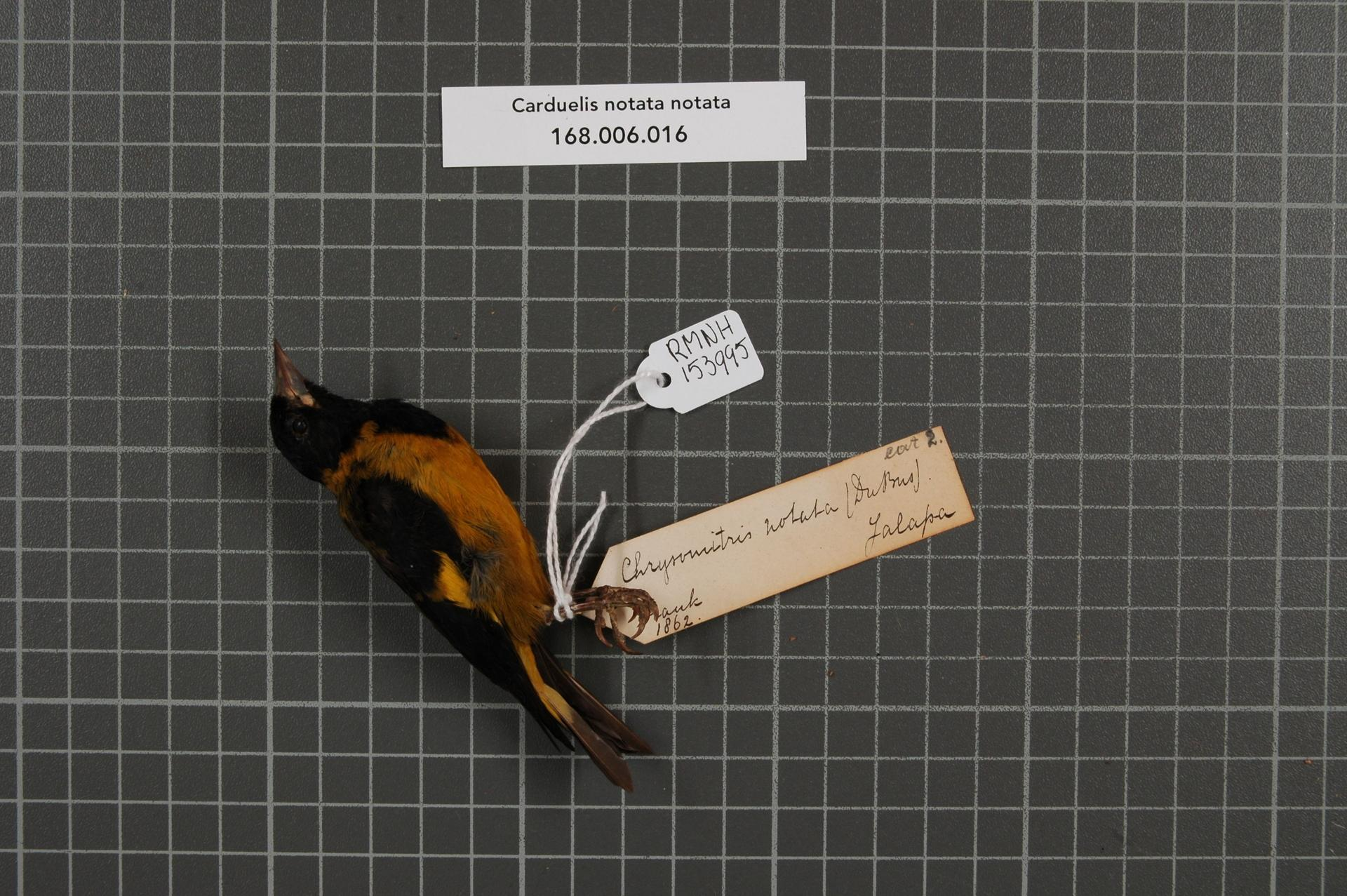
Visione laterale di maschio impagliato.

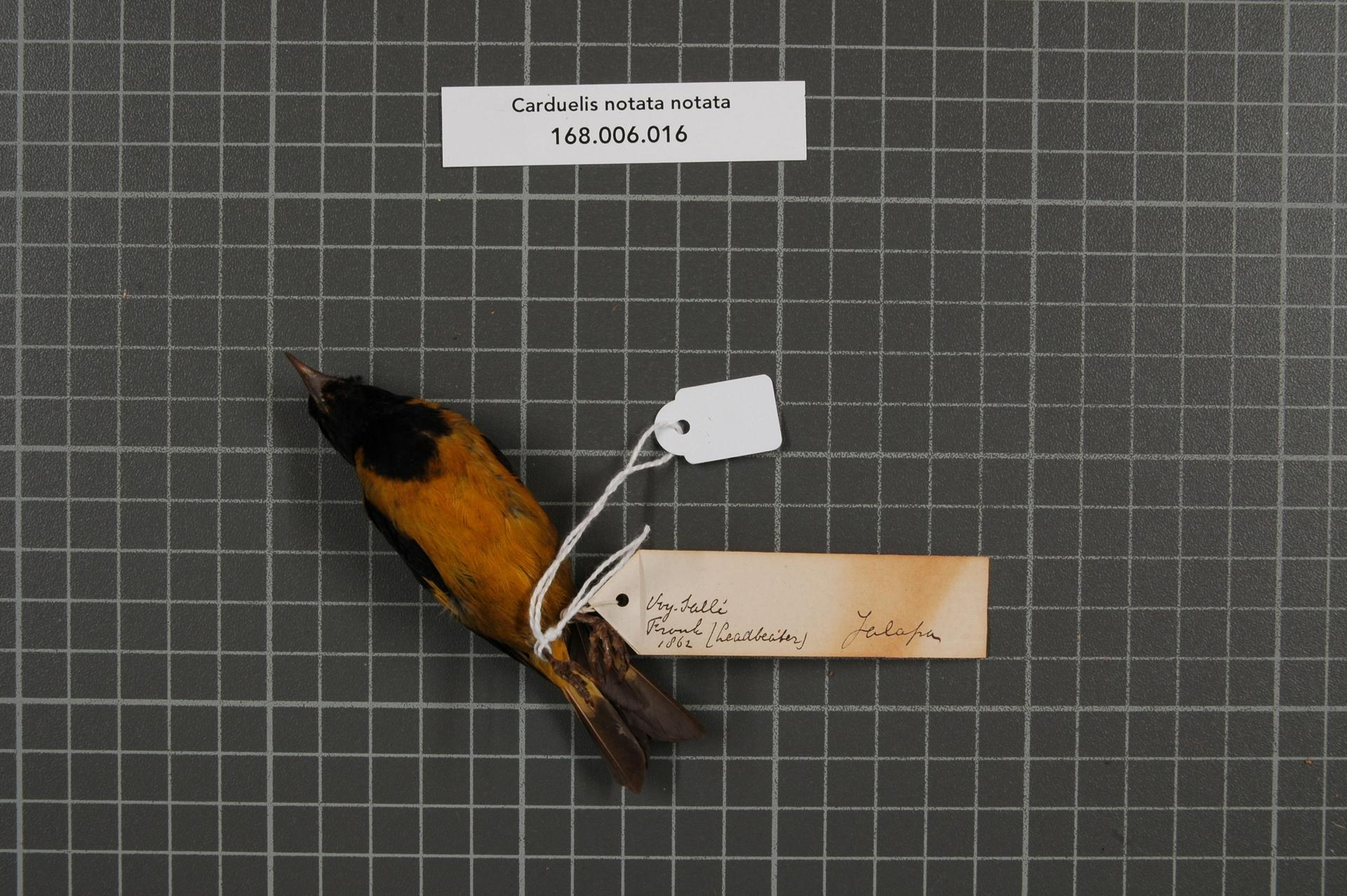
Visione ventrale di maschio impagliato.

### Dimensioni
Misura 10–12 cm di lunghezza, per 10-12,2 g di peso.

### Aspetto
Si tratta di uccelletti dall'aspetto massiccio, muniti di testa arrotondata, becco conico e sottile, ali appuntite e coda dalla punta lievemente forcuta.

Nel complesso, il lucherino pettonero risulta molto simile all'affine lucherino testanera, rispetto al quale però il nero cefalico risulta ben più esteso.
Il dimorfismo sessuale è presente, ma non evidentissimo come in altre specie di lucherino: nei maschi la testa e la parte superiore del petto sono di colore nero, così come nere sono le ali (con remiganti centrali gialle) e la coda, mentre nuca, lati del collo, petto, ventre e codione sono di colore giallo oro, il sottocoda tende al bianco e dorso, fianchi e scapole sono di color verde oliva. Le femmine, pur essendo piuttosto simili ai maschi, presentano colorazione gialla meno vivida e nero cefalico tendente piuttosto al brunastro.

In ambedue i sessi, il becco è grigio-nerastro, le zampe sono dello stesso colore e gli occhi sono di colore bruno scuro.

## Biologia
Si tratta di uccelletti piuttosto schivi, che vivono in coppie o in gruppi di modesta entità (ma che possono arrivare a contare anche 200 individui) e mostrano abitudini quasi esclusivamente diurne, passando la maggior parte della giornata alla ricerca di cibo fra gli alberi e i cespugli, l'erba alta o al suolo, spesso posizionandosi a testa in giù fra i rami per meglio accedere ai frutti pendenti.

### Alimentazione

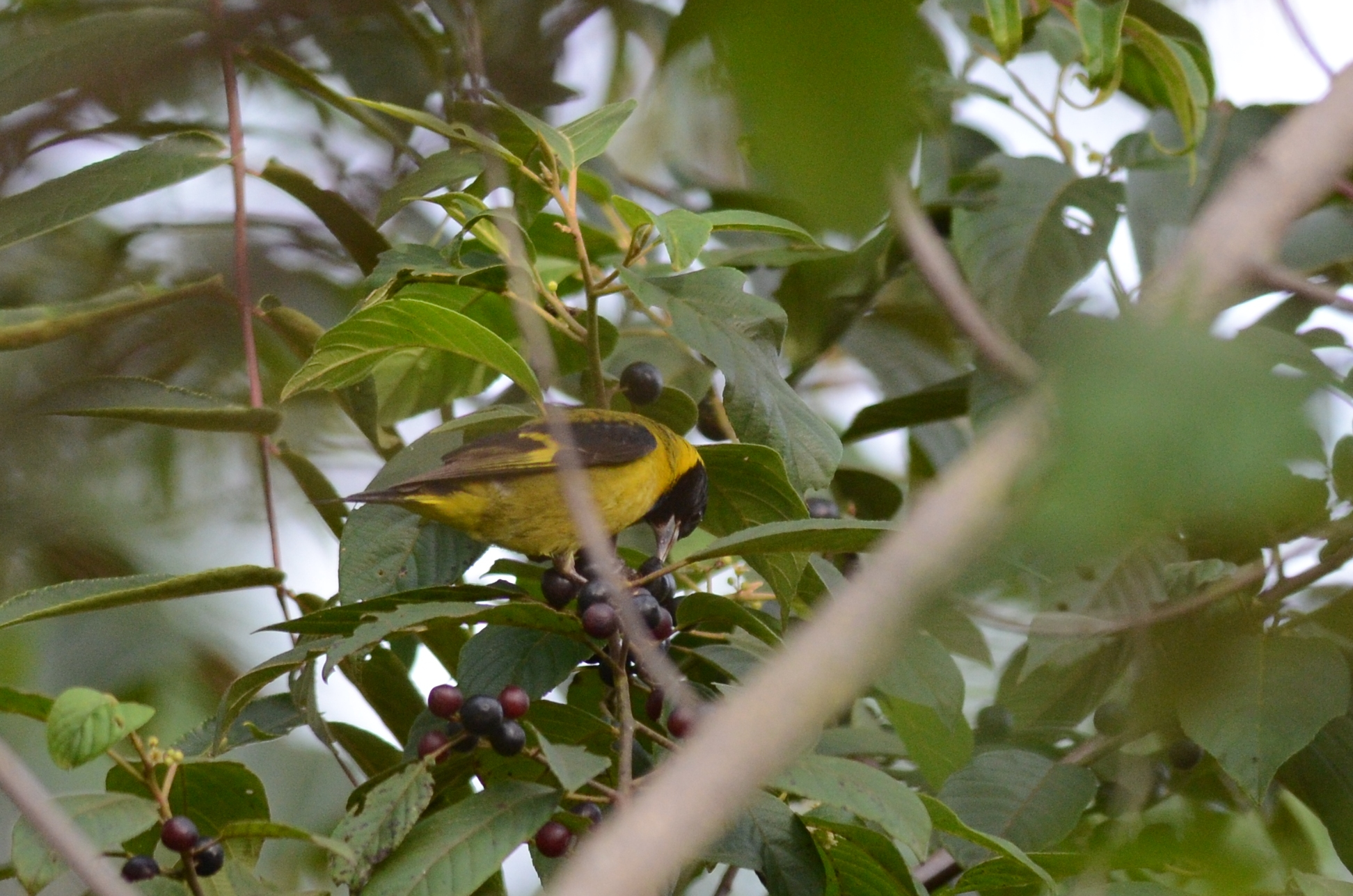
Esemplare si alimenta nel Puebla.

La dieta del lucherino pettonero è essenzialmente granivora, componendosi in massima parte di semi di piante erbacee e pinoli, ma comprendendo anche bacche, germogli, foglioline e piccoli frutti, così come (sebbene molto sporadicamente) anche insetti ed altri piccoli invertebrati.

### Riproduzione
La stagione riproduttiva si estende da maggio a luglio: si tratta di uccelli rigidamente monogami.
La femmina si occupa da sola della costruzione del nido a coppa, edificandone l'esterno con ramoscelli e licheni intrecciati e foderando l'interno con piumino e lanugine: il nido viene costruito ben nascosto fra i rami di un grosso albero (generalmente una conifera, ed al suo interno vengono deposte 2-5 uova bianco-azzurrine con rada punteggiatura bruna, che la femmina cova da sola (imbeccata nel frattempo dal maschio, che durante tutte le operazioni di costruzione del nido e di cova rimane di guardia nei pressi del nido) per circa due settimane, al termine delle quali schiudono pulli ciechi ed implumi.

I nidiacei vengono accuditi ed imbeccati da entrambi i genitori: in tal modo, essi sono pronti per l'involo attorno alla seconda settimana di vita, sebbene non si allontanino generalmente in maniera definitiva dal nido prima del mese e mezzo di vita, continuando nel frattempo a chiedere sempre più sporadicamente l'imbeccata ai genitori (che solitamente sono impegnati nel portare avanti una seconda o una terza covata).

## Distribuzione e habitat

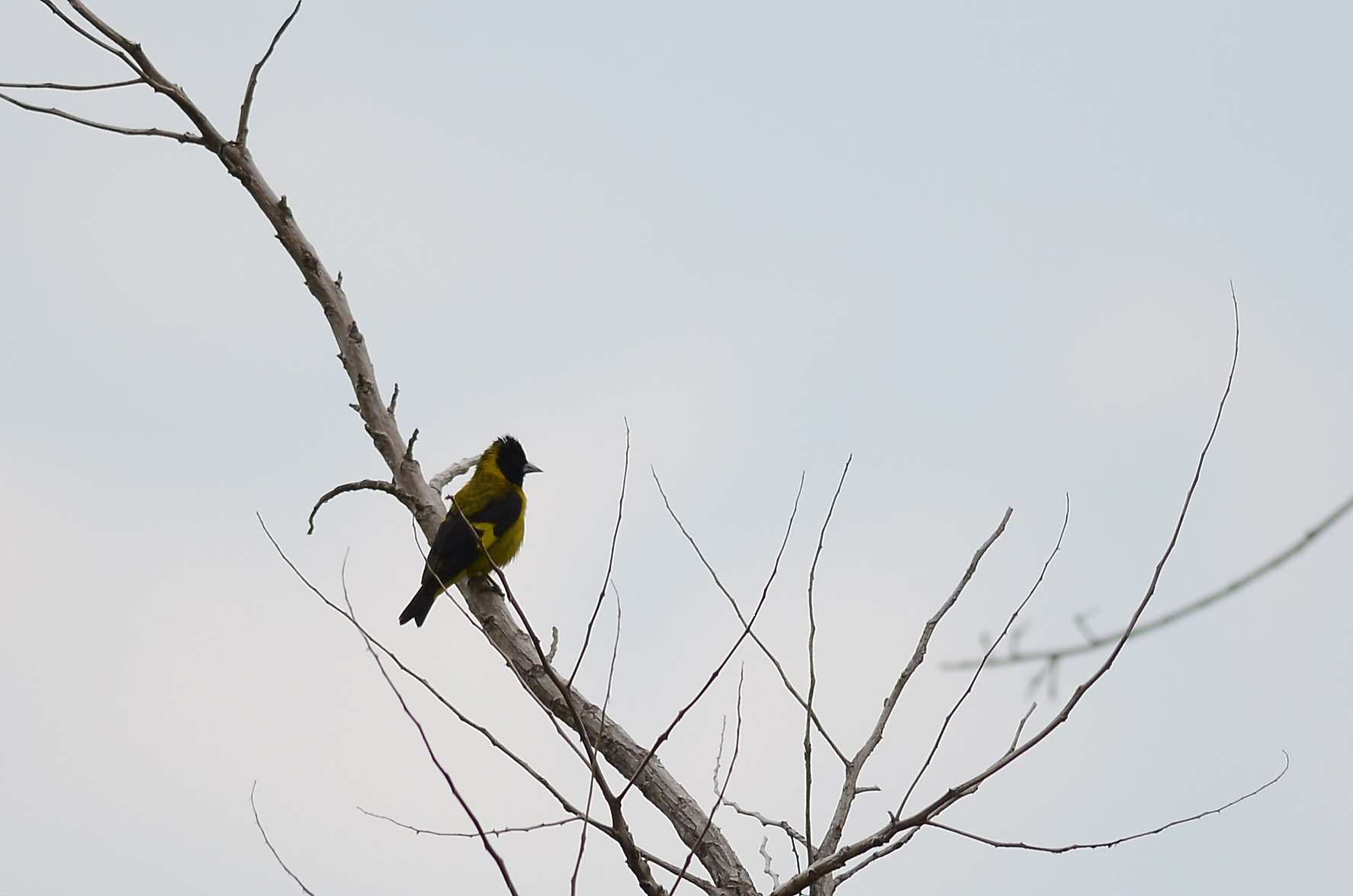
Esemplare a Tepoztlán.

Il lucherino pettonero è diffuso lungo tutta la Sierra Madre Orientale, Occidentale, del Sud e del Chiapas, oltre che nei Monti Maya e nel nord-est del Nicaragua. Si tratta di uccelli stanziali, che possono però scendere di quota durante la stagione fredda o per la riproduzione.
L'habitat di questa specie è rappresentato dalle aree submontane e di bassa montagna a quote comprese fra i 1000 e i 2750 m ed a copertura prevalentemente composta da pinete o da associazione pino-quercia.

## Tassonomia
Se ne riconoscono tre sottospecie:

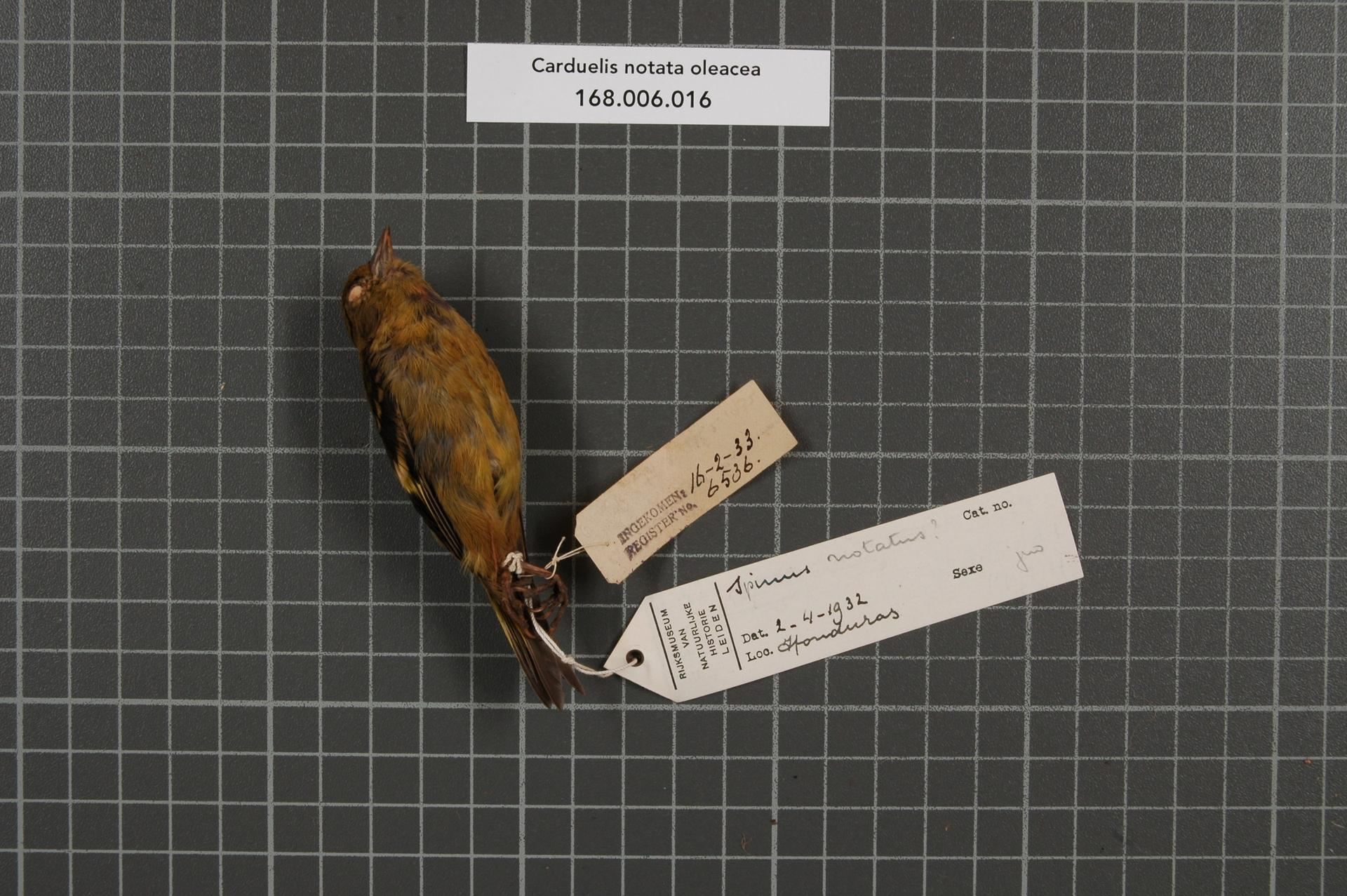
Maschio impagliato della sottospecie oleaceus.

- Spinus notatus notatus (Du Bus de Gisignies, 1847) - la sottospecie nominale, diffusa in Messico centro-orientale (dallo stato di San Luis Potosí) a sud fino al Guatemala;
- Spinus notatus forreri (Salvin & Godman, 1886) - diffusa in Messico occidentale (dagli stati di Sonora e Chihuahua a Guerrero);
- Spinus notatus oleaceus Griscom, 1932 - diffusa fra il Belize meridionale ed il Nicaragua settentrionale;

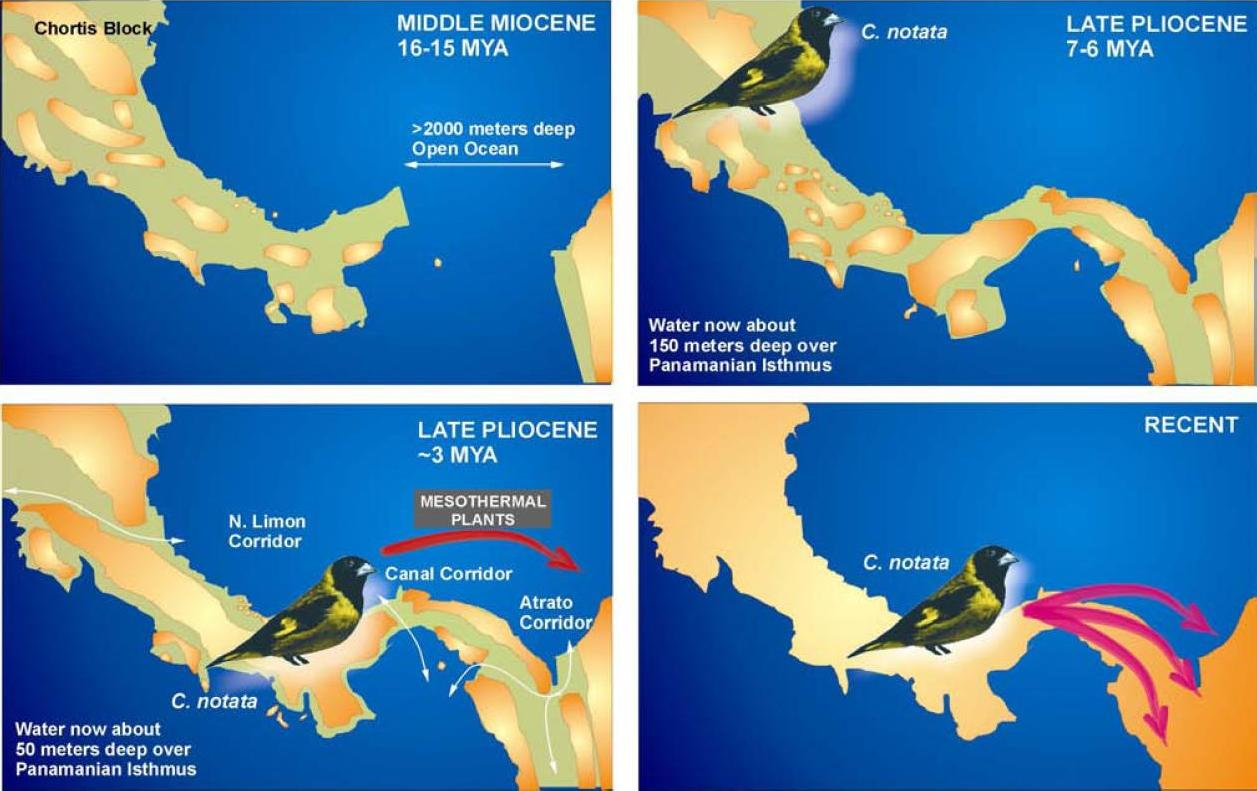
Migrazione di S. notatus a sud dell'istmo di Panama e conseguente speciazione.

Il lucherino pettonero è considerato il "padre" di gran parte dei lucherini sudamericani, evolutisi secondo molte teorie recenti per radiazione evolutiva a partire da esemplari di questa specie (la quale molto verosimilmente si originò per speciazione a partire dal lucherino eurasiatico, giunto in Nordamerica attraverso la Beringia) che oltrepassarono l'istmo di Panama durante il Grande scambio americano.